# Озол, Ольгерт Густавович
Ольгерт Густавович Озол (6 января 1914, Рига, Лифляндская губерния, Российская империя — 25 июля 1976, Рига, Латвийская ССР, СССР) — латышский механик.

## Биография
Родился в семье плотника и домохозяйки. С раннего возраста был вынужден помогать семье: в 9 лет работал пастухом. В то же время проявил большой интерес к точным наукам и в подростковом возрасте уже мастерил и ремонтировал различные технические устройства.
В 1928 году с отличием окончил школу в Смилтене, но из-за финансовых трудностей семьи был вынужден отказаться от мечты получить образование инженера-электрика и был направлен в качестве подмастерья в мастерскую по ремонту сельскохозяйственной техники. После переезда семьи в Ригу в 1930 году устроился слесарем на Рижский вагоностроительный завод, а затем работал мастером-слесарем на различных машиностроительных предприятиях Риги. Совмещал работу с учёбой: с 1930 года учился в ремесленной школе, а с 1933 года по 1937 год — в Рижском городском техникуме механического факультета, который также окончил с отличием.
В течение года (с 12 апреля 1937 года по 12 апреля 1938 года) проходил службу в Видземском артиллерийском полку Латвийской армии. Во время службы уделял время подготовке к поступлению в университет.
В 1938 году поступает на механический факультет Латвийского университета. 22 июня 1943 года Ольгерт с отличием защитил дипломный проект и получил квалификацию инженера-механика. 
С 1944 года работал в Латвийской сельскохозяйственной академии (с 1966 года — её ректор, с 1967 года — профессор).
Женат, двое детей.

## Научная деятельность
Хронология научной карьеры:
- 1950 год - успешная защита кандидатской диссертации;
- 1952 год - присуждение ВАКом СССР степени кандидата технических наук;
- 1965 год - успешная защита докторской диссертации;
- 1966 год - присуждение степени доктора технических наук.

Основная область его научных исследований — теория механизмов и машин. Занимался структурным анализом механизмов с 1961 года, предложил новую универсальную теорию структуры механизмов, в частности разработал метод треугольников, используемый для анализа плоских рычажных механизмов. Исследовал кривошипно-ползунный механизм, механизм с качающейся шайбой, развивал теорию сил инерции, исследовал свойства полей векторов скоростей и ускорений точек твёрдого тела.

## Основные труды
Является автором учебников по теории механизмов и машин. Сперва эти книги были изданы на латышском языке, а позднее - в силу высокой учебной и научной ценности - были переведены на русский язык.
- Синтез оптимальных стержневых механизмов: учеб. пособие / М-во сельск. хоз-ва СССР. Латв. с.-х. акад.; каф. механики. — Елгава: ЛСХА, 1977. — 135 с
- Основы конструирования и расчета механизмов / Сост. У.Я. Дзинтарс ; [Вступит. статьи А.Н. Боголюбова, С.Н. Кожевникова]. — Рига: Звайгзне, 1979. — 360 с.
- Теория механизмов и машин / Пер. У. Я. Дзинтарса; под ред. С. Н. Кожевникова Москва : Наука, Главная редакция физико-математической литературы, 1984. — 432 с.

За последнюю книгу (переведена на русский язык уже после смерти автора) Ольгерт Озол получил Государственную премию Латвийской ССР в 1976 году.

## Награды
- орден Трудового Красного Знамени
- орден "Знак Почета"